# Елени Фуреира
Елени Фуреира (грч. Ελένη Φουρέιρα; рођена као Ентела Фурерај, алб. Entela Fureraj; Фјер, 7. март 1987) грчка је певачица, глумица, плесачица и модна дизајнерка албанског порекла. Музичку каријеру почела је 2007. године као члан групе Mystique, а соло каријеру 2010. године распадом групе.
У свету позната је по представљању Кипра на Песми Евровизије 2018. у Лисабону са песмом Fuego. У финалу 12. маја заузела је друго место са 436 поена, што је уједно и најбољи пласман Кипра остварен на овом такмичењу.

## Биографија
Елени Фуреира рођена је 7. марта 1987. године у Фјеру, Албанија, као Ентела Фурерај. Са породицом се 1997. из Албаније преселила у Грчку, због грађанског рата у држави. Одрасла је у Калитеи, предграђу Атине. Већ као јако мала показала је интересовање за музику и радила је у позоришту 4 године.
Своју музичку каријеру започела је 2007. године као члан женске грчке групе Mysique. Први сингл био им је "Se alli sellida", а следећи успех остварили су песмом "Min kaneis pos de thymasai". Група се распала 2009. године.
Соло каријеру Елени Фуреира почела је 2010. године потписавши уговор са Universal Music Greece. Касније појавила се на хуманитарном програму Just the Two of Us, организованог од стране Мега ТВ, где је освојила прво место, заједно са Панагиотисом Петракисом. У децембру 2010. године издала је први солистички студијски албум Eleni Foureira који је постао платинаст у Грчкој.
Касније, Елени потписује уговор са издавачком кућом Minos EMI. Њен други албум, Ti poniro mou zitas издат је 2012, а трећи Anemos agapis 2014. године.
У периоду од 2015. до 2016. играла је главну улогу, Софију у мјузиклу Barbarella: the 80's Musical у Атини.
Након издавања албума Anemos agapis, Елени напушта Minos EMI и потписује уговор са Panik Records у којој издаје четврти албум Vasilissa 2017. године.
Била је једна од судија треће сезоне грчке верзије програма So You Think You Can Dance.
Фуреира је више пута покушала да представља Грчку на Песми Евровизије. Први пут то је било 2010. године, када је на националном избору са песмом Kivotos tou Noe коју је извела заједно са Маросом Пироволакисом освојила друго место. Касније, 2015. године, размишљала је о учествовању на избору те године, али је на крају одустала. Покушала је и 2016. када се на национални избор пријавила са песмом Come Tiki Tam, али Грчка радиодифузна компанија ERT ју је одбила. Иста ствар се догодила следеће године.
У фебруару 2018. године потврђено је да ће Елени Фуреира представљати Кипар на Песми Евровизије 2018. у Лисабону са песмом . Песму је написао грчко-шведски текстописац Алекс Папаконстатиноу. Дана 8. маја 2018. пласирала се из првог полуфинала у финале. У финалу одржаном 12. маја завршила је на другом местом са 436 поена, након представнице Израела Нете Барзилај, те је ово најбољи пласман Кипра на Песми Евровизије до сада.

## Приватан живот
Од 2016. године Елени Фуреира је у вези са шпанским фудбалером Албертом Ботијом.

## Дискографија
| Назив                                        | Година | Позиција | Албум               |
| Назив                                        | Година | Грчка    | Албум               |
| -------------------------------------------- | ------ | -------- | ------------------- |
| „Mia Nixta Mono” (feat. Thirio)              | 2010   | 7        | Eleni Foureira      |
| „Chica Bomb” (feat. Dan Balan)               | 2010   | —        | Eleni Foureira      |
| „To 'Cho (Pom Pom)”                          | 2010   | 8        | Eleni Foureira      |
| „Orkisou”                                    | 2010   | —        | Eleni Foureira      |
| „Argisame”                                   | 2010   | —        | Eleni Foureira      |
| „Ase Me”                                     | 2011   | —        | Eleni Foureira      |
| „Stavrolexo”                                 | 2011   | —        | Eleni Foureira      |
| „Simadia” (feat. Panagiotis Petrakis)        | 2011   | —        | Eleni Foureira      |
| „Vasilias Tou Chtes”                         | 2011   | —        | Eleni Foureira      |
| „Reggaeton”                                  | 2011   | 6        | Ti Poniro Mou Zitas |
| „Paikse Mazi Mou (Fun)” (feat. Ciprian Robu) | 2011   | —        | Ti Poniro Mou Zitas |
| „To Party Den Stamata” (feat. Midenistis)    | 2012   | 3        | Ti Poniro Mou Zitas |
| „Ti Poniro Mou Zitas”                        | 2012   | —        | Ti Poniro Mou Zitas |
| „Mistiko”                                    | 2012   | —        | Ti Poniro Mou Zitas |
| „Stou Erota Tin Trela”                       | 2012   | —        | Ti Poniro Mou Zitas |
| „Pio Erotas Pethenis”                        | 2012   | 6        | Ti Poniro Mou Zitas |
| „Agapi Pou Na Teriazi Se Mena”               | 2012   | —        | Ti Poniro Mou Zitas |
| „Na Se Exo Mesa Mou”                         | 2012   | —        | Ti Poniro Mou Zitas |
| „Sexy (Reggaeton)”                           | 2012   | —        | Ti Poniro Mou Zitas |
| „All I Need”                                 | 2012   | —        | Ti Poniro Mou Zitas |
| „Anemos Agapis”                              | 2013   | —        | Anemos Agapis       |
| „Radevou Sti Paralia”                        | 2013   | —        | Anemos Agapis       |
| „Pes To Kathara” (feat. Vasilis Karras)      | 2013   | —        | Anemos Agapis       |
| „Mou 'Pan I Agapi”                           | 2014   | —        | Anemos Agapis       |
| „Tranquila” (feat. J Balvin)                 | 2014   | 1        | Anemos Agapis       |
| „Party Sleep Repeat (PSR)”                   | 2014   | —        | Anemos Agapis       |
| „Vazo Tin Kardia”                            | 2014   | —        | Anemos Agapis       |
| „Sweetest Love”                              | 2014   | —        | Anemos Agapis       |
| „Na Taxidepsoume Mazi”                       | 2014   | —        | Anemos Agapis       |
| „Sto Theo Me Paei”                           | 2015   | 9        | Vasilissa           |
| „Pio Dinata”                                 | 2015   | —        | Vasilissa           |
| „Ladies (Stand Up)”                          | 2015   | —        | Vasilissa           |
| „Den Sou Xrostao Agapi”                      | 2016   | —        | Vasilissa           |
| „Ti Koitas” (feat. Mike)                     | 2016   | —        | Vasilissa           |
| „Come Tiki Tam”                              | 2016   | —        | Vasilissa           |
| „Vasilissa”                                  | 2017   | —        | Vasilissa           |
| „To Kati Pou Exeis”                          | 2017   | —        | Vasilissa           |
| „2018 S' Agapo”                              | 2017   | —        | Vasilissa           |
| „Mono Gia Sena”                              | 2017   | —        | Vasilissa           |
| „Send For Me” (feat. A.M. SNiPER & Afro B)   | 2017   | —        | Vasilissa           |
| „Follow The Sunrise”                         | 2017   | —        | Vasilissa           |
| „Fuego”                                      | 2018   | 5        | Н/Д                 |

## Улоге у позоришту
| Година    | Позоришна представа          | Улога  | Коментар     |
| --------- | ---------------------------- | ------ | ------------ |
| 2015-2016 | Barbarella: the 80's Musical | Софија | главна улога |

## Награде
| Година | Организација                 | Категорија           | Номинован рад | Резултат      | реф.   |
| ------ | ---------------------------- | -------------------- | ------------- | ------------- | ------ |
| 2011   |                              | Најсексипилнији спот | "             | Освојено      | [ 22 ] |
| 2011   | Најбољи нови певач           | Елени Фуреира лично  |               | Освојено      | [ 22 ] |
| 2011   | Најбољи женски певач         | Елени Фуреира лично  | Номинација    |               | [ 22 ] |
| 2012   | Најсексипилнији спот         | "                    | Освојено      |               | [ 22 ] |
| 2012   | Најбољи поп спот             | "                    | Освојено      |               | [ 22 ] |
| 2012   | Најбољи женски певач         | Елени Фуреира лично  | Номинација    |               | [ 22 ] |
| 2012   | Певач године - Кипар         | Елени Фуреира лично  | Номинација    |               | [ 22 ] |
| 2013   | Модна икона у видеу          | "                    | Освојено      | [ 23 ]        |        |
| 2013   | Најбољи поп спот             | "                    | Номинација    | [ 23 ]        |        |
| 2013   | Најбоља песма                | "                    | Номинација    | [ 23 ]        |        |
| 2013   | Најбољи женски певач         | Елени Фуреира лично  | Номинација    | [ 23 ]        |        |
| 2014   | Спот године                  | "                    | Номинација    | [ 24 ]        |        |
| 2014   | Најбољи плес                 | "                    | Номинација    | [ 24 ]        |        |
| 2014   | Најбољи женски певач         | Елени Фуреира лично  | Номинација    | [ 24 ]        |        |
| 2014   | Певач године - Кипар         | Елени Фуреира лично  | Номинација    | [ 24 ]        |        |
| 2015   | Спот године - Кипар          | "                    | Освојено      | [ 25 ] [ 26 ] |        |
| 2015   | Најбољи плесни видео         | "                    | Освојено      | [ 25 ] [ 26 ] |        |
| 2015   | Најбољи модерни женски певач | Елени Фуреира лично  | Номинација    | [ 25 ] [ 26 ] |        |
| 2016   | Спот године                  | "                    | Освојено      | [ 25 ] [ 26 ] |        |
| 2016   | Најбољи поп спот             | "                    | Номинација    | [ 25 ] [ 26 ] |        |
| 2016   | Најбољи модерни женски певач | Елени Фуреира лично  | Номинација    | [ 25 ] [ 26 ] |        |
| 2017   | Најбољи спот са разлогом     | "                    | Освојено      | [ 27 ] [ 28 ] |        |
| 2017   | Најбољи плесни спот          | "                    | Освојено      | [ 27 ] [ 28 ] |        |
| 2017   | Најбољи дует/сарадња         | "                    | Номинација    | [ 27 ] [ 28 ] |        |
| 2017   | Суперфанови године           | Фанови Елени Фуреире | Номинација    | [ 27 ] [ 28 ] |        |
| 2018   | Најбоља модерни женски певач | Елени Фуреира лично  | Освојено      |               |        |
| 2018   | Спот године                  | "                    | Номинација    |               |        |
| 2018   | Марсел Безенсон награда      | Уметничка награда    | "             | Освојено      |        |